# جهاز إسقاط

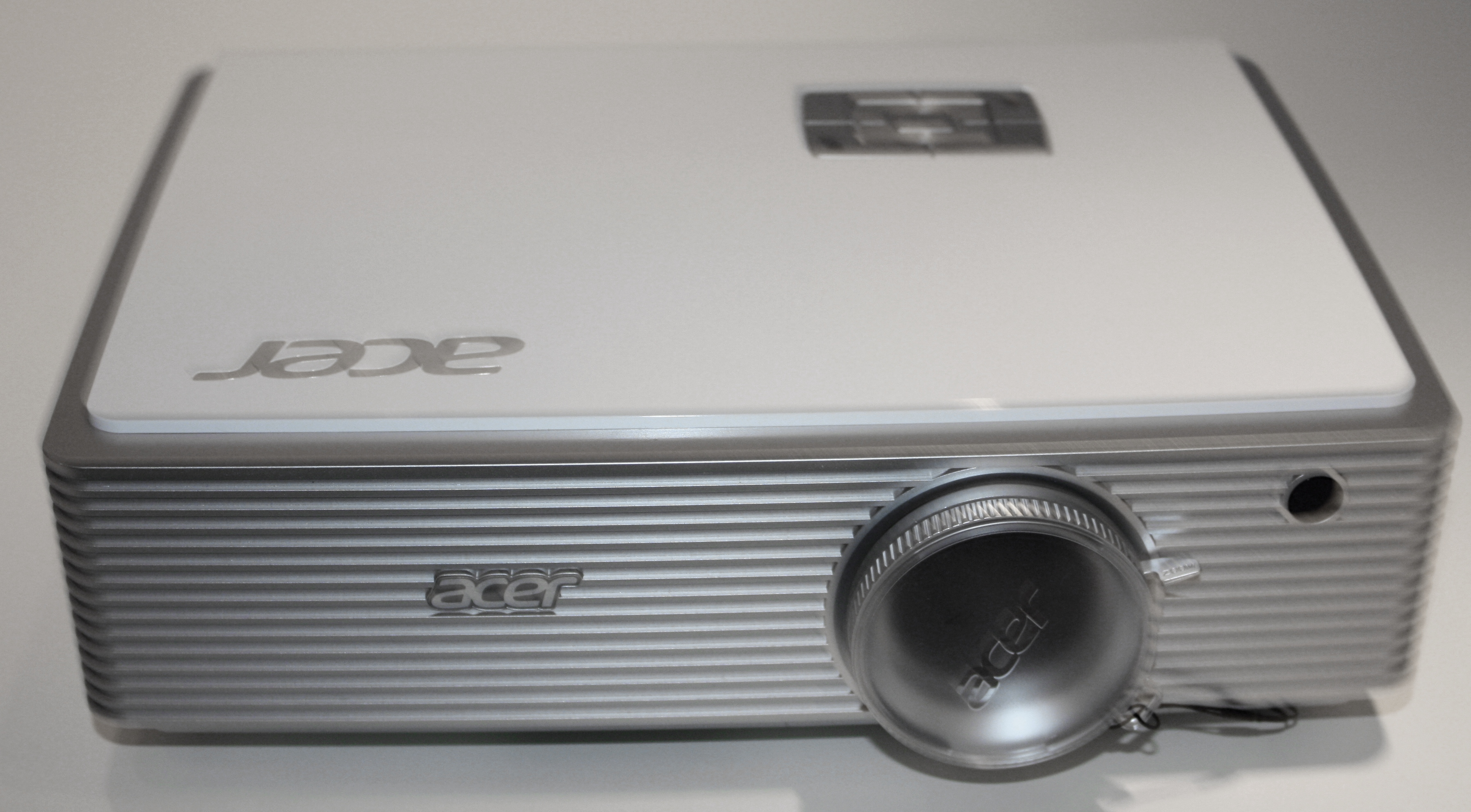
جهاز إسقاط آيسر 2012

جهاز إسقاط أو المِسقاط  أو المِسْلاط (بالإنجليزية: Projector) هو جهاز يستخدم للعرض البصري للصور (أو الصور المتحركة) وذلك بتسليط الضوء على سطح، عادة ما يكون شاشة عرض.
معظم أجهزة الإسقاط تعمل على إنشاء الصورة من خلال عبور ضوء ساطع عبر عدسات شفافة صغيرة، ولكن هناك أنواع جديدة تقوم بإنشاء الصورة مباشرة من خلال الليزر
وهناك العرض العيني الافتراضي، أو جهاز الإسقاط العيني والذي يعرض الصورة مباشرة للعين بدل من استخدام شاشة عرض خارجية.
يمكن استخدام أجهزة الإسقاط في المجالات التعليمية بثلاث طرق (الكتابة – الصور – الفيديو).
تُسلّط أشعة المِسلاطعلى لوحة بيضاء كبيرة تأخذ مساحة حائط الغرفة أو القاعة (للنقاوة في العرض) ولا يضر لو تم تسليطها على الحائط بدون اللوح الأبيض. حيث أن هذه الأشعة تعكس شاشة الحاسوب أو الفيديو أو التلفزيون أو الكاميرا المعروض بأحجام كبيرة يشاهدها كل من بالغرفة.
أكثر نوع معروف من أجهزة الإسقاط اليوم هو عارض الفيديو (video projector) وهو بديل حديث عن أنواع قديمة سابقة مثل عارض الشرائح (slide projector)
طريقة التوصيل مع طريقة تشغيل المِسلاط يوجد اجهزة تعمل بدون توصيل بأي أجهزة أخرى مثل (Toso Lap
U8) وأجهزة أخرى تعمل بتوصيلها بأسلاك خاصة بها يستخدم في وصلة الحاسوب عن طريق مدخل (TVout) الموجود بالحاسوب باستخدام سلك لنفس المدخل ويكون الطرف الأخر للسلك وصلة التلفاز المعروفة في كثير من التلفزيونات العادية وذلك بلون المدخل وهو اللون الأصفر.
أما بالنسبة إلى طريقة عرض الشريحة بالمِسلاطباستخدام الحاسوب وهو الربط بينهم سلكياً وبدء العرض بالضغط بالحاسوب على زري (fn+ F4) أو (fn + F5)، حيث كل نوع حاسوب له طريقته في بدء تحويل العرض.
والنقطة الأخيرة وهي مخرج الصوت حيث أن المِسلاطيحوي على منفذ صوت يمكن وصله بسماعات خارجية.

## الاستخدامات
1. استخدام عملي: عرض محاضرة أو نصوص أو معلومات أو محتوى من المِسلاطمباشرة أو من خلال توصيله بالحاسوب.
2. استخدام ترفيهي: لمشاهدة الأفلام في المنزل ومحاكاة السينما.

## عدسة المسقاط
أحد الأمور المكلفة في المسقاط هو الحاجة لتغيير عدسة الإضاءة كل فترة وأخرى، والعدسة في العادة تكون مكلفة وتحتاج للتغيير كل 3000 أو 4000 ساعة تشغيل في أجهزة الإسقاط القديمة. لم يعد هذا العيب موجوداً في أجهزة الإسقاط والتلفزيونات الحديثة التي تعتمد تقنية الـ LED حيث يتراوح زمن ساعات تشغيل شرائح الإضاءة من نوع LED يصل إلى 20 ألف ساعة (وقد يكفيك ذلك لعشرات السنين حسب استخدامك).

## منافذ المسقاط
من المهم جداً الاطلاع بعناية على منافذ المِسلاطوما هي الأجهزة الخارجية التي يدعمها.
أغلب أجهزة المِسلاطتوفر منفذ RGB التقليدي للحاسوب، إن كان يهمك وجود منافذ أكثر فانتبه لها: مثل منافذ الصوت التي يدعمها المِسلاطوالأدوات الأخرى التي يمكن وصله بها غير الحاسوب.

## نظام المسقاط
يوجد اجهزة مِسلاطمزودة بنظام أندرويد مثل Toso Lap u9
واجهزة تعتمد بالتوصيل على حاسوب ثابت أو محمول ولا يوجد بها نظام تشغيل.

## إمكانية عرض الملفات على أجهزة الإسقاط
يوجد اجهزة تمكنك من عرض مشروعاتك بسهولة دون توصيلها بأي أجهزة أخرى وتمكنك عمل عروض تقديمية، عرض مشروعات مصورة، ومشاهدة ملفات الفيديو في أي مكان وفي أي وقت، أنه اداه مصممه وجهزه خصيصا لخدمتك حيث أنها مزودة بالصوت ووحدة تخزين داخليه، كما يوجد اجهزة تتصل بالأنترنت الهوائي وتدير العديد من تطبيقات، مايكروسوفت المختلفة
مثل:- برامج الأوفيس، متصفح جوجل، برامج الشات (MSN، SKYPE، QQ)، التلفزيون عبر الإنترنت، الصوتيات، الكتب الإلكترونية، الألعاب